# رندی شوگرت
راندال دیوید شوگرت (۱۳ اوت ۱۹۵۸). – ۳ اکتبر ۱۹۹۳) استواریکم نیروی دلتای ارتش ایالات متحده بود که پس از مرگ به دلیل اقداماتش در نبرد موگادیشو، در اکتبر ۱۹۹۳، مدال افتخار دریافت کرد.
زمانی که هلیکوپتر بلک هاوک مایکل جی دورانت توسط شبه نظامیان سومالیایی در نبرد موگادیشو از ناحیه دم ساقط شد و سقوط کرد رندی شوگارت به همراه دیوید گوردن سربازان نیروهای دلتا داوطلب شدند تا از هلیکوپتر پیاده شده و محل سقوط هلیکوپتر سوپر ۶–۴ را امن نمایند.